# Gegem
Gegem är en ort i Azerbajdzjan.   Den ligger i distriktet Zaqatala Rayonu, i den nordvästra delen av landet, 300 km väster om huvudstaden Baku. Gegem ligger 407 meter över havet och antalet invånare är 4 155.
Terrängen runt Gegem är varierad. Närmaste större samhälle är Zaqatala, 3,5 km öster om Gegem. 
Trakten runt Gegem består till största delen av jordbruksmark. Runt Gegem är det ganska tätbefolkat, med 80 invånare per kvadratkilometer.